# Hockeyfrillor 89-97
Hockeyfrillor 89-97 är De Lyckliga Kompisarnas sista släppta skiva. En samlingsskiva som släpptes 2000 med låtar från åren 1989 till 1997. Innehåller två skivor med vardera tjugo låtar, var av fyra är live.

## Låtförteckning
| CD 1 | Titel                             | Längd |  |
| ---- | --------------------------------- | ----- |  |
| 1.   | Ishockeyfrisyr                    | 1.49  |  |
| 2.   | Elvis lever                       | 1.42  |  |
| 3.   | Vem behöver nån som behöver nån   | 4.12  |  |
| 4.   | Egon                              | 4.06  |  |
| 5.   | Punkskolan                        | 2.55  |  |
| 6.   | Allmänt tuff                      | 2.18  |  |
| 7.   | Allmosor                          | 1.51  |  |
| 8.   | När Kristoffer spelar flipperspel | 1.39  |  |
| 9.   | Fula vykort                       | 1.19  |  |
| 10.  | Dit kuken pekar                   | 2.49  |  |
| 11.  | Dammsugarförsäljare blues         | 1.24  |  |
| 12.  | CP framför sin tv                 | 3.09  |  |
| 13.  | Gubbe & kärring                   | 4.17  |  |
| 14.  | Sagoland                          | 2.22  |  |
| 15.  | Välj dina föräldrar               | 3.44  |  |
| 16.  | Civ-Polka                         | 2.14  |  |
| 17.  | Rysk bompa                        | 1.49  |  |
| 18.  | Troll och häxor                   | 2.09  |  |
| 19.  | Dricka sprit och hålla käften     | 3.27  |  |
| 20.  | Vi är de lyckliga kompisarna      | 2.22  |  |

| CD 2 | Titel                             | Längd |  |
| ---- | --------------------------------- | ----- |  |
| 1.   | Riksbanken                        | 3.14  |  |
| 2.   | Skäggmulledrömmar                 | 2.00  |  |
| 3.   | Tennis & musik                    | 2.37  |  |
| 4.   | Vad har du i fickan Jan           | 2.03  |  |
| 5.   | Fredag                            | 1.23  |  |
| 6.   | Punkjävlar                        | 2.54  |  |
| 7.   | Arbetslös & pank                  | 1.48  |  |
| 8.   | Tuktelsen börjar                  | 3.36  |  |
| 9.   | Actionrulle                       | 2.23  |  |
| 10.  | Våren den kom                     | 2.43  |  |
| 11.  | Haze                              | 2.20  |  |
| 12.  | Always Cool                       | 2.17  |  |
| 13.  | My Furthive Passion               | 3.43  |  |
| 14.  | Det ryker                         | 1.40  |  |
| 15.  | Seg                               | 2.20  |  |
| 16.  | Välj dina föräldrar (Live)        | 3.35  |  |
| 17.  | Mansrörelsen (Live)               | 2.45  |  |
| 18.  | Där sperman bär HIV (Live)        | 3.13  |  |
| 19.  | Jag är en genomskinlig gas (Live) | 2.34  |  |
| 20.  | Beethovens 9:a as (Live)          | 0.48  |  |